# Administration territoriale du Danemark
L’organisation territoriale du Danemark se compose du Danemark continental, du Groenland (cf. subdivisions du Groenland) et des îles Féroé. Le Danemark continental stricto sensu se compose de deux principales subdivisions depuis la réforme du 1er janvier 2007 : les régions et les communes.

## Régions

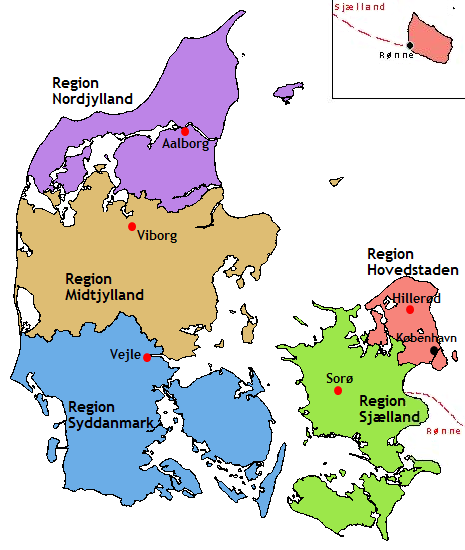
Région danoise (2007).

Depuis le 1er janvier 2007, le Danemark se subdivise en 5 régions :
- la région du Jutland du Nord (Nordjylland) abritant 579 829 habitants,
- la région du Jutland central (Midtjylland) abritant 1 260 993 habitants,
- la région du Danemark du Sud (Syddanmark) abritant 1 200 656 habitants,
- la région de Sjælland (Sjælland) abritant 819 763 habitants,
- et la région de la Capitale (Hovedstaden) abritant 1 699 387 habitants.

Les principales compétences des régions sont : les hôpitaux, l'assurance maladie, la psychiatrie, les tarifs réduits pour les handicapés, le développement naturel régional, l'environnement, l'éducation, et la culture.

## NUTS 3
En dépit de la réforme territoriale de 2007 qui a entraîné la fusion des amter en 5 régions, Eurostat a maintenu 11 entités intermédiaires entre les régions et les communes.

## Communes

98 communes danoises (2007).

Sous le niveau régional, le pays est divisé en 98 communes. Les communes les moins peuplées sont Vallensbæk avec moins de 17 000 habitants, Dragør et Langeland avec moins de 15 000 habitants, et Læsø, Fanø, Samsø et Ærø avec moins de 10 000 habitants.
Avec l'augmentation de la taille des communes en 2007, les fonctions municipales locales ont été élargies. Cela permet aux municipalités d'étendre leurs activités de service public et de continuer à les rationaliser. Cependant, les opposants à cela craignent que la distance entre les citoyens et les politiciens locaux ne devienne trop grande et que la plupart des zones rurales et des villages souffrent des mesures prises. L'Association danoise des petites îles (Sammenslutningen af danske småøer) craint des mesures telles que les fermetures d'écoles, la réduction des soins aux personnes âgées, des restrictions et des limitations dans les services de traversier et d'entretien des digues.
Les seules régions danoises qui ne se subdivisant pas en commune sont Christiansø et Frederiksø. Par conséquent, les résidents ne paient pas d'impôts municipaux. Les îles sont subordonnés au ministère de la Défense, qui est représenté par un administrateur sur Christiansø.

## Sources
- (de) Cet article est partiellement ou en totalité issu de l’article de Wikipédia en allemand intitulé « Verwaltungsgliederung Dänemarks » (voir la liste des auteurs).

## Compléments